# La vie d'Adèle
La vie d'Adèle - Chapitres 1 & 2 (prt: A Vida de Adèle; bra: Azul É a Cor Mais Quente) é um filme francês de drama coming of age, dirigido, co-escrito e co-produzido por Abdellatif Kechiche, estrelado por Adèle Exarchopoulos e Léa Seydoux. É baseado no romance gráfico Le bleu est une couleur chaude de Julie Maroh. O filme gira em torno de Adèle (Exarchopoulos), uma adolescente francesa que descobre amor e liberdade quando conhece uma aspirante a pintora de cabelo azul (Seydoux). O filme segue a relação de anos delas, ao longo do ensino médio de Adèle, a sua vida adulta precoce e carreira como professora de escola.
A produção começou em março de 2012 e durou seis meses. Cerca de 800 horas de filmagens foram realizadas, incluindo extensas filmagens em B-roll. Kechiche selecionou tudo na edição, com o corte final deixando o filme com 179 minutos. La vie d'Adèle gerou controvérsia na sua estreia no Festival de Cannes 2013 e antes de seu lançamento. Grande parte da controvérsia foi centrada em torno das alegações de más condições de trabalho no set pela equipe e atrizes principais, e também pela representação crua da sexualidade feminina.
Em Cannes, La vie d'Adèle ganhou por unanimidade o Palma de Ouro do júri oficial e o Prêmio FIPRESCI. É o primeiro filme a ter o Palma de Ouro concedido tanto para o diretor e as atrizes principais, com Seydoux e Exarchopoulos juntando-se a diretora Jane Campion como as únicas mulheres que já ganharam o prêmio. Exarchopoulos também é a pessoa mais jovem a receber o Palma de Ouro, com apenas 19 anos. Após sua estreia nos cinemas mundiais no final de 2013,  La vie d'Adèle recebeu aclamação da crítica e foi indicado ao Globo de Ouro de melhor filme em língua estrangeira e ao BAFTA Awards de melhor filme em língua não-inglesa. Muitos críticos o elegeram como um dos melhores filmes de 2013.

## Enredo
Adèle é uma introvertida jovem de 18 anos, estudante de ensino médio onde suas colegas fofocam constantemente sobre meninos. Enquanto atravessava a rua certo dia, ela passa por uma mulher com cabelo azul curto e é imediatamente atraída. Adèle namora um rapaz da sua escola por um curto período e eles fazem sexo, mas ela é insatisfeita e rompe o relacionamento. Depois de ter fantasias vívidas sobre a mulher que viu na rua e ter uma de suas amigas flertando com ela, Adèle torna-se preocupada com a sua orientação sexual. Um amigo abertamente gay, Valentin, parece entender sua confusão e leva-a um bar gay. Depois de algum tempo, Adèle sai e entra num bar de lésbicas, onde algumas mulheres tentam flertar com ela. A mulher de cabelo azul também está lá e intervém, alegando que Adèle é sua prima. A mulher é Emma, uma graduanda em artes. Elas se tornam amigas e começam a passar muito tempo juntas. As amigas de Adèle suspeitam que ela é lésbica e praticam ostracismo na escola. Apesar disto, ela torna-se íntima de Emma. Seu vínculo aumenta e em pouco tempo, as duas compartilham um beijo em um piquenique. Mais tarde, elas têm sexo e começam um relacionamento apaixonado. A família de classe média alta da Emma é muito acolhedora para o casal, mas Adèle diz aos seus pais conservadores, da classe trabalhadora, que Emma é apenas uma tutora para aulas de filosofia.
Nos anos que se seguem, as duas mulheres passam a viver juntas. Adèle termina a escola e se junta ao corpo docente em uma escola primária local, enquanto Emma tenta seguir em frente com sua carreira de pintora. Adèle se sente pouco à vontade entre os amigos intelectuais de Emma e está deprimida com a sua carreira de professora, incentivando-a a encontrar satisfação escrevendo. Adèle gosta de jogar o papel feminino estereotipado no seu relacionamento, mas Emma torna-se distante fisicamente e emocionalmente. Elas gradualmente começam a perceber o quão pouco têm em comum. As complexidades emocionais se manifestam na relação e Adèle, em um momento impulsivo de solidão e confusão, dorme com um colega.
Emma se torna consciente da breve aventura e expulsa Adèle do seu apartamento, deixando de coração partido e sozinha. O tempo passa e, embora Adèle encontre satisfação em seu trabalho como professora de jardim de infância, uma tristeza indescritível começa a dominá-la. As duas finalmente se encontram novamente em um restaurante. Adèle é ainda muito profundamente apaixonada por Emma e apesar da forte ligação que claramente ainda existe entre elas, Emma está agora em um relacionamento sério com Lise, a mulher grávida na festa que ocorreu alguns anos antes, que agora tem uma filha. Está implícito que as duas se conheciam há anos, e haviam se reencontrado na festa. Adèle fica devastada, mas esconde seus sentimentos. Emma admite que ela não sente mais atração por Adèle, porém aceita ela como uma parte da sua nova fase na vida. Ela tranquiliza Adèle dizendo que o relacionamento delas era especial: "Eu tenho uma ternura infinita para você. Eu sempre amarei. Toda a minha vida toda..." A duas se despedem amistosamente.
O filme termina com Adèle na nova exposição de arte de Emma. Pendurado em uma parede é uma pintura nua que Emma fez uma vez dela durante o florescimento sexual de sua vida juntas. Embora Emma a reconhece, sua atenção é principalmente sobre outros convidados da galeria e Lise. Adèle felicita Emma sobre o sucesso de sua arte e a deixa depois de uma breve conversa com um jovem homem que ela conheceu no início do filme. Ele corre atrás dela, corre muito, mas vai na direção errada. Adèle se afasta para um futuro ambíguo e incerto, quando o filme acaba.

## Elenco

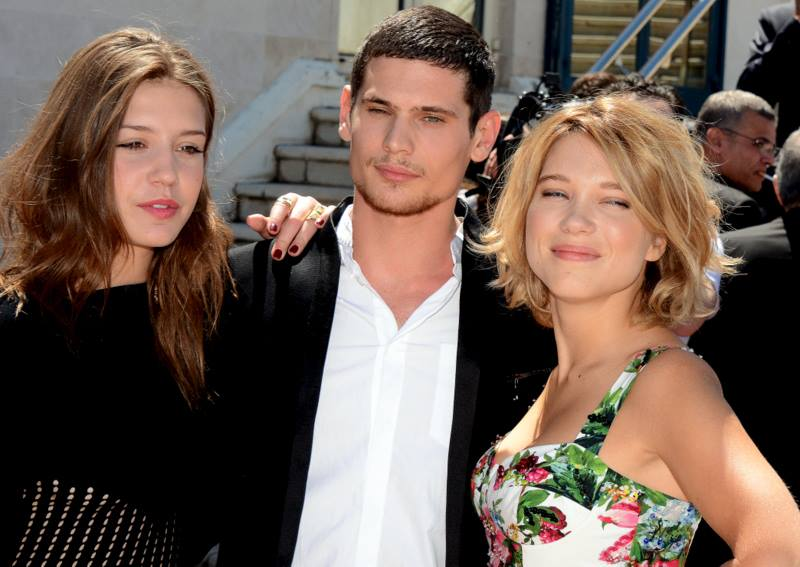
Os atores principais, da direita para esquerda: Adèle Exarchopoulos, Jérémie Laheurte e Léa Seydoux.

Na ordem dos créditos:
- Léa Seydoux como Emma
- Adèle Exarchopoulos como Adèle
- Salim Kechiouche como Samir
- Aurélien Recoing como pai de Adèle
- Catherine Salée como mãe de Adèle
- Benjamin Siksou como Antoine
- Mona Walravens como Lise
- Alma Jodorowsky como Béatrice
- Jérémie Laheurte como Thomas
- Anne Loiret como mãe de Emma
- Benoît Pilot como padrasto de Emma
- Sandor Funtek como Valentin
- Fanny Maurin como Amélie
- Maelys Cabezon como Laetitia
- Stéphane Mercoyrol como Joachim
- Aurelie Lemanceau como Sabine

## Produção

### Adaptação
O diretor e co-roteirista, Abdellatif Kechiche, desenvolveu a premissa para La vie d'Adèle ao dirigir seu segundo filme,  L'Esquive (2003). Ele se reuniu com professores "que amavam fortemente a leitura, pintura, escrita", o que inspirou-lhe a desenvolver um roteiro que traça a vida pessoal e carreira de uma professora francesa. No entanto, o conceito só foi finalizado alguns anos mais tarde, quando Kechiche leu o romance gráfico de Julie Maroh, e viu como ele poderia ligar o seu roteiro sobre uma professora com a história de amor entre as duas jovens da Maroh. Embora a história de Maroh está presente na adaptação, a personagem de Adèle, com o nome de "Clémentine" no livro, difere da original, como explicado por Charles Taylor em sua crítica no The Yale Review: "o livro inclui cenas das garotas sendo descobertas na cama, jogadas para fora da casa e discursos como, 'o que é terrível são pessoas se matarem por petróleo e cometer genocídio, não quererem dar amor a alguém.'' No filme, os pais de Adèle são aparentemente alheios ao seu caso de amor com Emma e educadamente cumprimentá-la pensando que ela é a tutora de filosofia de Adèle. Outros temas são explorados no romance de Maroh, como a dependência de pílulas de prescrição que tira a vida de Clémentine/Adèle quando ela sofre uma convulsão. A respeito da sua intenção de retratar os jovens, Kechiche afirmou: "Eu quase desejo ter nascido agora, porque os jovens parecem ser muito mais bonitos e mais brilhante do que a minha geração. Quero prestar-lhes homenagem."

### Escolha do elenco
No final de 2011, uma audição foi realizada em Paris para encontrar a atriz ideal para o papel de Adèle. A diretora de elenco, Sophie Blanvillain, viu pela primeira vez Adèle Exarchopoulos e depois arranjou uma audição para ela com Abdellatif Kechiche. Exarchopoulos descreveu que suas audições com Kechiche ao longo de dois meses consistia de improvisação de cenários, discussões e ambos sentados em um café, sem falar, enquanto ele calmamente observava ela. Foi mais tarde, um dia antes do Ano Novo, que Kechiche decidiu oferecer Exarchopoulos o papel principal no filme; ele relatou em uma entrevista, "Eu escolhi Adèle no minuto em que a vi. Eu a tinha levado para o almoço em uma cervejaria. Ela pediu limonada e quando eu vi o jeito que ela comeu eu pensei, 'É ela!'''.
Por outro lado, Léa Seydoux foi escalada para o papel de Emma dez meses antes da fotografia principal começar em março de 2012. Kechiche sentiu que Seydoux, "compartilhou de sua personalidade bela, voz, inteligência e liberdade" e que tem "algo de uma alma árabe". Ele acrescentou dizendo: "O que foi decisivo durante a nossa reunião foi a sua visão sobre a sociedade: Ela está muito em sintonia com o mundo ao seu redor. Ela possui uma consciência social real, ela tem um compromisso real com o mundo, muito parecida comigo. Eu era capaz de perceber o quão grande [ela era] em extensão, porque eu passei um ano inteiro com ela entre o momento em que foi escolhida para o papel e o fim das filmagens." Falando à Indiewire na preparação para seu papel, Seydoux disse: "Durante esses dez meses (antes das filmagens), eu já estava reunindo-me com ele (Kechiche) e sendo dirigida. Passávamos horas conversando sobre mulheres e a vida; Eu também fiz pintura e lições de escultura, e li muito sobre arte e filosofia".

### Filmagens
Inicialmente previsto para ser filmado em dois meses e meio, o filme levou cinco meses, de março a agosto de 2012, chegando a um orçamento de  € 4 a 5 milhões. Setecentos e cinquenta horas de filmagens foram realizadas. A rodagem teve lugar em Lille, Roubaix e Liévin.
Em termos de cinematografia, as cenas reversas foram filmadas simultaneamente com duas câmeras diferentes. Para Kechiche, esta técnica não só facilita a edição, mas também acrescenta beleza à cena que se sente mais verdadeira. Outro aspecto característico da fotografia do filme é a predominância de close-ups.

### Controvérsias

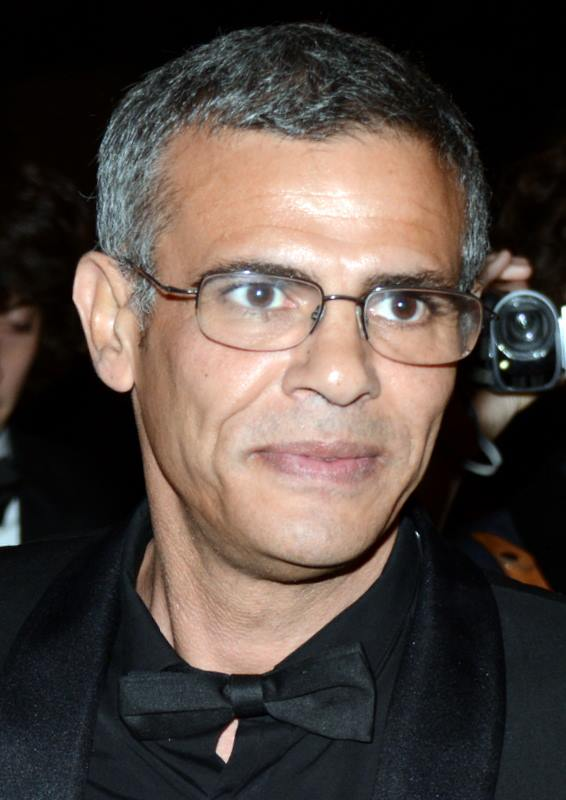
Abdellatif Kechiche no Festival de Cannes 2013.

Após a sua estreia no Festival de Cannes 2013, um relatório do Sindicato Francês de Cinematografia e Audiovisual (Syndicat des professionnels de l'industrie de l'Audiovisuel et du cinéma) criticou as condições de trabalho que a equipe sofreu. Segundo o relatório, os membros da equipe disseram que a produção ocorreu em uma atmosfera "pesada" com o comportamento próximo ao "assédio moral", o que levou alguns membros saírem. Outros alvo de críticas foi a alteração dos padrões de salários e trabalho. Técnicos acusaram o diretor de assédio, horas extras e violações das leis trabalhistas.
Em setembro de 2013, as duas atrizes principais, Léa Seydoux e Adèle Exarchopoulos, também reclamaram do comportamento de Kechiche durante as filmagens. Elas descreveram a experiência como "horrível", e disse que não iria trabalhar com ele novamente. Adèle disse que Kéniche e um "gênio perturbado" ao The Daily Beast e relatou sobre uma cena de confronto físico do filme: "Ela [Léa Seydoux] estava-me batendo tantas vezes, e [Kéchiche] gritava: Bate! Bate outra vez!". A atriz destacou o sofrimento da cena, salientando que método do realizador cria "uma armadilha de violência física e emocional". Exarchopoloulos disse mais tarde sobre a questão: "Não, isso era real, mas não foi tão grande quanto parece. Para mim, uma filmagem é uma aventura humana, e em cada aventura você tem algum conflito". Em uma entrevista em janeiro de 2014, Seydoux esclareceu: "Eu ainda estou muito feliz com este filme, era difícil filmá-lo e, talvez, as pessoas pensam que eu estava reclamando e sendo desagradável, mas não é isto. Eu só disse que era difícil. A verdade é que era extremamente difícil, mas isto é OK. Eu não me importo que era difícil. Eu gosto de ser testada, a vida é muito mais difícil. Ele é um diretor muito honesto e eu amo seu cinema. Eu realmente gosto dele como diretor. A maneira como ele nos trata? e daí!".
Em uma entrevista em setembro de 2013,  Abdellatif Kechiche afirmou que o filme não devia ter sido lançado. Falando à revista francesa Télérama, Kechiche disse: "Eu acho que esse filme não devia ter saído, pois esta muito manchado", referindo-se a imprensa negativa sobre o seu comportamento no set. Kechiche admitiu que ganhar o Palma de Ouro só lhe trouxe um "breve momento de felicidade".  E acrescenta: "Logo em seguida senti-me humilhado, uma rejeição da minha pessoa. Vivo como se estivesse sob uma maldição." Kechiche também respondeu as acusações de Léa Seydoux de "não estar medindo as consequências desastrosas das suas palavras". Na entrevista ao Télérama o realizador considerou que, "as suas declarações são piores do que cuspir na sopa, são uma falta de respeito por uma profissão que considero sagrada. Se realmente viveu o que conta, então por que foi a Cannes chorar, agradecer, passar dias experimentando vestidos e joias? Ela é uma atriz profissional ou artista de galã?".

## Temas e interpretações

### Sexualidade
O amor entre duas mulheres é um dos temas mais fortes do filme, sendo a exploração da identidade sexual de Adèle o cerne da narrativa. Entretanto, o tratamento dessa temática no filme tem sido questionada por acadêmicos uma vez que possui uma perspectiva heterossexual e masculina. Sophie Mayer do Sight & Sound, revista britânica de filmes, disse que La vie d'Adèle, assim como nas inúmeras fantasias masculinas sobre lesbianismo, é centrado nos sucessos eróticos e nos fracassos afetivos das relações entre mulheres. A mesma problemática é apontada em uma resenha de Kristin M. Jones feita para a revista Film Comment. Ela alega que as amizades supostamente cultas de Emma fazem observações sobre arte e sexualidade que parecem representar a abordagem que o próprio diretor tem da figura feminina.

### Diferenças sociais
Um elemento temático recorrente apontado pela crítica e pelo público é a diferença social na exploração da liberdade e do amor entre Adèle e Emma. A referência à classe social das duas personagens centrais é justaposta no filme em duas cenas que se passam na mesa de jantar. A família de Adèle representa uma classe média conservadora e engaja uma discussão sobre assuntos banais.
A família de Emma representa uma classe média alta de mente aberta, que discute temas existenciais focados na arte, carreira, vida e amor.
Talvez uma das diferenças mais significativas entre as duas famílias é o fato de que a de Emma sabe sobre sua relação homossexual, enquanto a de Adèle parte do pressuposto de que mulheres só podem ser amigas.
Alguns críticos têm notado que a diferença de classes sociais é um tema recorrente nos filmes de Kechiche. Assim como em seus trabalhos anteriores, a diferença social e as suas consequências são parte importante do enredo. Ele até trocou o nome da protagonista, antes Clementine, para Adèle, que em árabe significa justiça. Sua fascinação e familiaridade com o mundo da pedagogia, como mostrado na tocante reverência de Adèle por ensinar, é uma outra característica notável do diretor.

### Realismo
Outro aspecto bastante comentado do filme, é o retrato realista do relacionamento de Adèle e Emma. O trabalho de câmera dá uma sensação de vida real, o que leva o público a ver o filme como uma derivação de suas próprias experiências pessoais. Segundo Charles Taylor em The Yale Review, Kechiche remove as barreiras que separa o público dos personagens. A câmera foca tão próximo ao rosto das atrizes que traz a impressão de que ele quer torná-las mais familiares a nós do que a ele mesmo.

Adéle (Exarchopoulos) e Emma (Seydoux) na marcha de orgulho gay.

### A cor azul
La vie d'Adèle é repleto de simbolismo visual. A cor azul aparece diversas vezes ao longo do filme - nas luzes da boate gay frequentada por Adèle, no vestido utilizado por ela na última cena e, mais notavelmente, nas cores do cabelo e olhos de Emma. Para Adèle, o azul representa curiosidade, êxtase, amor e tristeza. Além disso, a personagem faz referências a Pablo Picasso diversas vezes, conhecido por seus momentos de melancolia no Período azul de Picasso. Conforme Emma desenvolve seu relacionamento com Adèle e a paixão das duas se arrefece, o azul do cabelo de Emma desaparece e ela adota uma cor mais natural, além de um estilo de cabelo conservador.

### Comida
Kechiche explora como alimentos podem evocar diferentes níveis de simbolismo, por exemplo, por meio de metáforas alimentares sexualmente sugestivas: "Adèle gosta da gordura em presunto, e aprende a comer ostras via Emma". Além disso, ele analisa a forma como os alimentos podem ser vistos como um indicador de classe social: "Seu pai cozinhar bolognese com pièce de résistance para festa de formatura de Emma, o que oferece uma observação de classe pura; inevitavelmente, no entanto, o espaguete pingando se torna o pivô para um flerte com o amigo de Emma, Samir, o colocando como um potencial parceiro no futuro durante o final do filme".

### Música e política
Um crítico observou a postura política adotada por Adèle, que muda conforme suas experiências de vida e reflexões sobre pontos de vista diferentes: "La vie d'Adèle  não é diferente, pelo menos, inicialmente. Moldurado por rostos negros e árabes, Adèle protesta com eles para exigir um melhor financiamento para a educação. A música, "On lâche rien" ( "Nós nunca vamos desistir!"), do natural da Argélia, Kaddour Haddadi, é a canção oficial do Partido Comunista Francês. No entanto, logo após que ela começa seu relacionamento com Emma, vemos Adèle marchando de novo, entrelaçada nos braços com seu novo amor, em uma parada do orgulho gay".

## Distribuição

### Lançamento

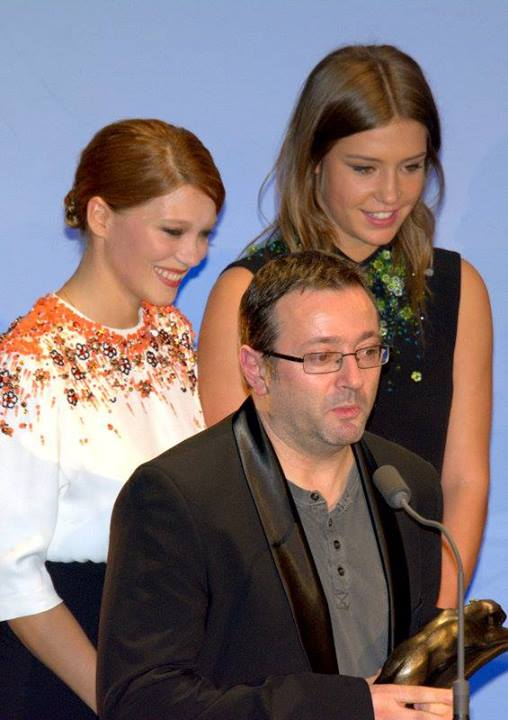
Léa Seydoux e Adèle Exarchopoulos com o produtor do filme, Vincent Maraval, na cerimônia do Prix Lumière 2014.

La vie d'Adèle teve a sua estreia mundial no 66º Festival de Cinema de Cannes em 23 de maio de 2013. Ele recebeu uma ovação de pé, classificada como a mais alta nas pesquisas dos críticos no festival. Em agosto de 2013, o filme teve sua estréia norte-americana no Telluride Film Festival 2013 e também foi exibido na seção Apresentação especial do Toronto International Film Festival no dia 5 de setembro de 2013.
O filme foi exibido em mais de 131 territórios e foi lançado comercialmente em 9 de outubro de 2013, na França, com uma classificação de "12 anos".  A classificação indicativa gerou polêmica nos grupos de apoio aos adolescentes da França, e o ultraconservador Promouvoir, entrou na justiça questionando a classificação devido à quantidade de cenas de sexo no filme. Após dois anos do lançamento, em 2015, o Tribunal Administrativo de Paris lançou uma resolução afirmando que as "sequências de sexo entre duas mulheres jovens apresentadas de maneira realista podem ferir a sensibilidade do público jovem" e exigiu uma nova classificação, alegando que "12 anos" foi fruto de um "erro de apreciação" do Ministério da Cultura. Keniche elogiou a decisão afirmando que nunca pensou que o filme poderia ser visto por menores.
Nos Estados Unidos, o filme foi classificado como NC-17 pela Motion Picture Association of America por "conteúdo sexual explícito", semelhante a classificação indicativa do Brasil de 18 anos. Foi lançados nos EUA com o título Blues is the Warmest Color, que virou o título internacional do longa-metragem, sendo utilizado também no Brasil. Ele teve um lançamento limitado em quatro teatros em Nova Iorque e Los Angeles em 25 de outubro de 2013, e expandiu gradualmente nas semanas subsequentes. O filme foi lançado em 15 de Novembro de 2013 no Reino Unido, 28 de novembro de 2013 em Portugal, 6 de dezembro no Brasil e na Austrália e Nova Zelândia em 13 de fevereiro de 2014.

### Home media
La Vie d'Adèle - Chapitres 1 & 2 foi lançado em Blu-ray e DVD na França (e posteriormente em toda Europa) pela Wild Side em 26 de Fevereiro de 2014. Nos Estados Unidos, foi lançado como Blue is the Warmest Color através da The Criterion Collection em 25 de Fevereiro de 2014. O filme também foi lançado em DVD e Blu-ray no Canadá em 25 de fevereiro de 2014 pela Mongrel Media, no Reino Unido em 17 de março de 2014 pela Artificial Eye e em 18 de Junho de 2014 na Austrália, pela Transmission Films. Vendeu um total de US $3,048,496 em DVD e Blu-ray na América do Norte.
No Brasil, as empresas de fabricação de Blu-ray, Sonopress e Sony DADC, se recusaram a replicar o filme por causa de seu conteúdo. A distribuidora nacional do filme, Imovision, disse na época estar lutando para reverter esta situação, que foi vista como homofóbica. A Sony DADC não comentou o caso e a Sonopress disse que a razão de não publicar o filme em Blu-ray não tem a ver com questões religiosas e sim por causa das cenas de sexo. No entanto, o AdoroCinema ressaltou que isto é uma "surpresa", porque ambas empresas replicaram filmes polêmicos no Brasil, o Último Tango em Paris, Ninfomaníaca - Volume 1 e Anticristo.

## Recepção

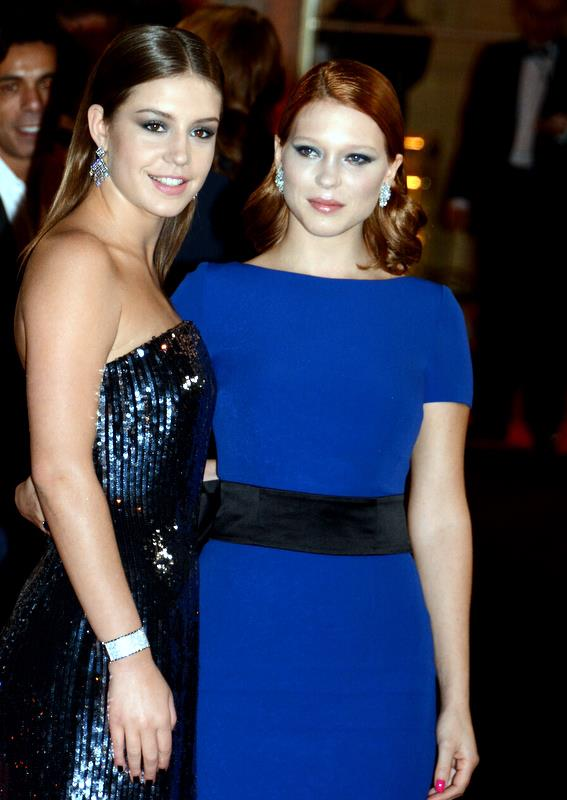
Adèle Exarchopoulos e Léa Seydoux no César du cinéma 2014.

### Bilheterias
La Vie d'Adèle arrecadou um total mundial de US $ 22.937.201. Durante a sua abertura na França, o filme estreou com US $ 2,3 milhões arrecadados em seu primeiro fim de semana, em 285 salas com uma média de US $ 8.200 por cinema. Chegou ao quarto lugar em seu primeiro fim de semana, o que foi visto como uma "notavelmente boa abertura por causa de sua duração de quase três horas". No total, arrecadou US $ 8 milhões na França, seu maior mercado. O filme teve um lançamento limitado na América do Norte, e arrecadou nos EUA estimados US $ 101.116 em seu primeiro fim de semana, com uma média de US $ 25.279 mil em quatro cinemas em Nova Iorque e Los Angeles. No geral, lucrou 2 milhões nos Estados Unidos e na Itália, seus maiores mercados após França. Em Portugal e Brasil, a bilheteria total foi de US $90,368 e $606,785, respectivamente.

### Resposta da crítica
O site agregador de críticas, Rotten Tomatoes, dá ao filme um índice de aprovação de 90% baseado em 166 opiniões e uma nota média de 8.2/10. O consenso dos críticos no site é: "Cru, honesto, poderosamente deliberado, e deliciosamente intenso, La Vie d'Adèle oferece alguns dos mais elegantemente composições de drama no cinema moderno, emocionalmente absorvente." No Metacritic, que atribui uma avaliação normalizada de 100 com base nos comentários dos críticos principais, colocou o filme com uma pontuação 88 com base em 41 comentários indicando "aclamação universal".
Em Cannes, o filme chocou alguns críticos com suas cenas de sexo longas e gráficas (embora foram usadas genitália falsas), levando-os a afirmar que o filme pode exigir alguma edição antes de ser exibido em cinemas. Vários críticos colocaram o filme como o favorito para vencer o Palma de Ouro e realmente ganhou o cobiçado prêmio. O júri que incluiu Steven Spielberg, Ang Lee, e Nicole Kidman, realizou algo único ao atribuir o prêmio superior também as duas atrizes principais do filme, juntamente com o diretor. O presidente do júri, Steven Spielberg, explicou:

O filme é uma grande história de amor que nos fez sentir privilegiados por ser uma mosca na parede, e ver esta história de amor profunda e desgostosa evoluir desde o início. O diretor não coloca quaisquer restrições sobre a narrativa e estávamos absolutamente encantados com as performances surpreendentes das duas atrizes, e especialmente a maneira como o diretor observou seus personagens e os deixou respirar.
Justin Chang, que escreve para Variety, disse que o filme contém "as cenas de sexo lésbico mais explosivamente gráficas na memória recente". Jordan Mintzer do The Hollywood Reporter disse que apesar de ser três horas de duração, o filme "é  mantido pelo conjunto da fenomenal Léa Seydoux e recém-chegada Adèle Exarchopoulos, no que é claramente um desempenho incrível de estréia".
Escrevendo para The Australian, David Stratton disse: "Se o filme fosse apenas uma série de cenas de sexo seria, naturalmente, problemático, mas é muito, muito mais do que isso. Através dos olhos de Adèle nós experimentamos a emoção e fôlego do primeiro amor, primeiro contato físico, mas, em seguida, inevitavelmente, todas as outras experiências que tornam a vida do jeito que ela é ... todos eles são muito bem documentados".
Em The Daily Telegraph, Robbie Collin deu ao filme o máximo de cinco estrelas e disse que devia ganhar o Palma de Ouro. Ele escreveu: ".O filme de Kechiche é de três horas de duração, e o único problema com o tempo de execução é que eu poderia ter felizmente assisti-lo por mais sete horas. É uma extraordinária prolongada explosão de estouro-doces de prazer, tristeza, raiva, luxúria e esperança, e nela contido - embora só agora - são as duas melhores performances do festival, de Adèle Exarchopolous e Léa Seydoux". Escrevendo para o The Guardian, Peter Bradshaw acrescentou que " é um filme feito genuinamente apaixonado", e mudou a sua classificação de estrelas para cinco depois de anteriormente concedido apenas quatro. Stephen Garrett, do The New York Observer disse que o filme era "nada menos do que um triunfo" e "é um grande obra sobre o despertar sexual ".
O crítico brasileiro, Pablo Villaça, em seu portal Cinema em Cena, deu ao filme cinco estrelas e disse: "Sem jamais definir as personagens de acordo com suas orientações sexuais, Azul é a Cor Mais Quente é um filme que compreende que somos um conjunto de características e preferências: podemos amar esta determinada posição sexual, aquele diretor de Cinema ou uma cor específica, mas somos mais do que estes gostos isolados. Adèle não é homo ou bissexual; é uma mulher que ama lecionar, exerce bem sua profissão, tem carinho por seus pequenos alunos e ama como todos amamos, cometendo erros e buscando corrigi-los com maior ou menor sucesso – e ver esta jovem se transformar de uma adolescente sexualmente confusa a uma mulher que, mesmo pontualmente insegura, sabe o que quer e age segundo este querer, é uma experiência envolvente e bela." Elogio semelhante foi dado por Catarina D' Oliveira que escreve para Vogue Portugal: "A Vida de Adèle constitui-se como uma ode aos caprichos do coração e às belezas inesperadas da vida, sobre o primeiro amor e a sua urgência, romanticismo, fisicalidade, arrebatamento, desespero e o despertar em nós do desejo dar tudo o que temos e não temos. É vívido e vibrante, e é universal e específico, versando sobre a primeira paixão, as excitantes descobertas da vida e aqueles momentos trágicos em que estragamos tudo e partimos corações – o nosso, e o do outro. É celebração explosiva de glória e dor, um nervo exposto e uma janela para dentro da vida – magoa e deixa marca como ela, mas, de alguma forma, deslumbra com o seu poderio."
O filme não passou sem críticas negativas, muitas delas sobre a cenas de sexo. Manohla Dargis do The New York Times descreveu La Vie d'Adèle como "descontroladamente indisciplinado", excessivamente longo e escreveu que ele "parece muito mais sobre os desejos do Sr. Kechiche do que qualquer outra coisa".
Embora a autora da obra original, Julie Maroh, tenha elogiado a originalidade de Kechiche, descrevendo sua adaptação como "coerente, justificada e líquida ... um golpe de mestre", ela também sentiu que ele não conseguiu capturar o coração lésbico de sua história, e desaprovou as cenas de sexo. Em um post no seu blog, ela chamou as cenas de "uma exibição brutal e cirúrgica, exuberantes e frias, do chamado sexo lésbico, que se transformou em pornografia, e me sente pouco a vontade", dizendo que, no cinema, "a heteronormatividade riu porque não conseguiu entendê-la e achou a cena ridícula. Os gays e pessoas queer riram, porque não é convincente, e eu achei ridículo. Entre as únicas pessoas que não houve risadas foram os homens potencialmente muito ocupados com o banquete da encarnação de suas fantasias na tela". Ela acrescentou que "como uma espectadora feminista e lésbica, não posso aprovar a direção que Kechiche tomou sobre estes matérias. Mas eu também estou ansiosa para ouvir o que outras mulheres pensam sobre isso. Isto é simplesmente a minha posição pessoal."
Por outro lado, Richard Brody, escrevendo no The New Yorker sobre "Cenas de sexo que são boas demais", afirmou: "O problema com as cenas de Kechiche é que elas são muito boas,  muito incomum, muito desafiadoras, original demais para ser assimiladas com as experiência familiares de ir ao cinema. A sua duração por si só é excepcional, como é a sua ênfase na luta física, o atletismo apaixonado e desinibido do sexo, a profunda marcação das almas d\s personagens por sua relação sexual."
Mais de 40 críticos nomeou o filme um dos 10 melhores de 2013.

## Prêmios e indicações

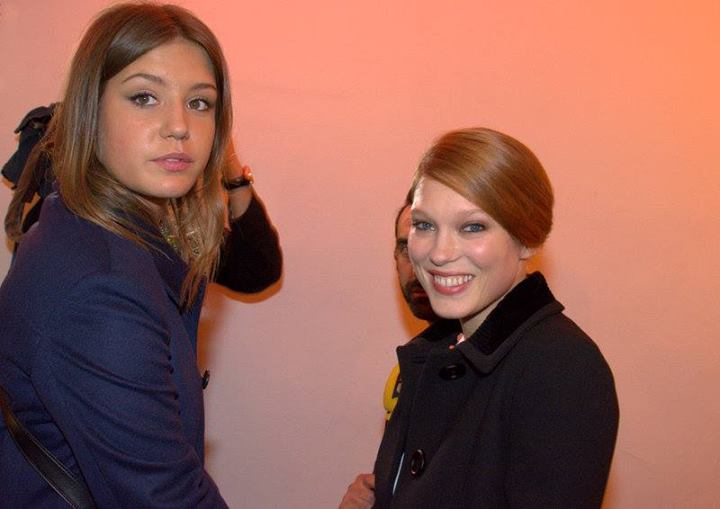
Adèle Exarchopoulos e Léa Seydoux no 19º Prix Lumière.

O filme venceu o Palme d'Or no Festival de Cannes 2013. As atrizes principais também receberam o Palma de Ouro. Kechiche dedicou o prêmio a "juventude da França" e a Revolução de Jasmim onde "eles tem aspirações de serem livres, de se expressar e amar em plena liberdade". Em Cannes também venceu o Prêmio FIPRESCI. É o primeiro filme adaptado de um romance gráfico a vencer o Palma de Ouro. Em dezembro de 2013, recebeu o Prémio Louis-Delluc de melhor filme francês em 2013. Venceu quatro Prix Lumière, de Melhor Filme, Direção, Atriz (Seydoux) e Atriz Revelação (Exarchopoulos).  La vie d'Adèle foi nomeado ao Globo de Ouro 2013 de melhor filme em língua estrangeira e ao BAFTA Award para melhor filme em língua não inglesa. No César 2014, o filme recebeu oito nomeações com Exarchopoulos vencendo de Melhor Atriz Revelação .